# Accident (Maryland)
Accident es un pueblo ubicado en el condado de Garrett en el estado estadounidense de Maryland. En el año 2010 tenía una población de 325 habitantes y una densidad poblacional de 250 personas por km².

## Geografía
Accident se encuentra ubicado en las coordenadas 
39°37′41″N 79°19′12″O / 39.62806, -79.32000.

## Demografía
Según la Oficina del Censo en 2000 los ingresos medios por hogar en la localidad eran de $22.500 y los ingresos medios por familia eran $40.556. Los hombres tenían unos ingresos medios de $25.250 frente a los $ 18,750 para las mujeres. La renta per cápita para la localidad era de $11.950. Alrededor del 17,5% de la población estaba por debajo del umbral de pobreza.